# Zarzuela del Monte
Zarzuela del Monte ist eine Gemeinde in der spanischen Provinz Segovia. Sie liegt im Süden der Autonomen Region Kastilien und León, an der Nordwestabdachung der Sierra de Guadarrama. Sie hat 498 Einwohner (Stand: 2024). Zur Gemeinde gehört neben dem Hauptort Zarzuela del Monte das Neubaugebiet Las Jarillas. 

## Geographie
Zarzuela del Monte liegt etwa 24 Kilometer südwestlich vom Stadtzentrum von Segovia in einer Höhe von ca. 1005 m. 
Zarzuela del Monte befindet sich innerhalb der Zone des kontinentalen mediterranen Klimas.

## Bevölkerungsentwicklung
| Jahr      | 1970 | 1981 | 1991 | 2001 | 2011 | 2021 |
| Einwohner | 660  | 582  | 540  | 547  | 587  | 512  |

## Sehenswürdigkeiten
- Vinzenzkirche (Iglesia de San Vicente Martír)

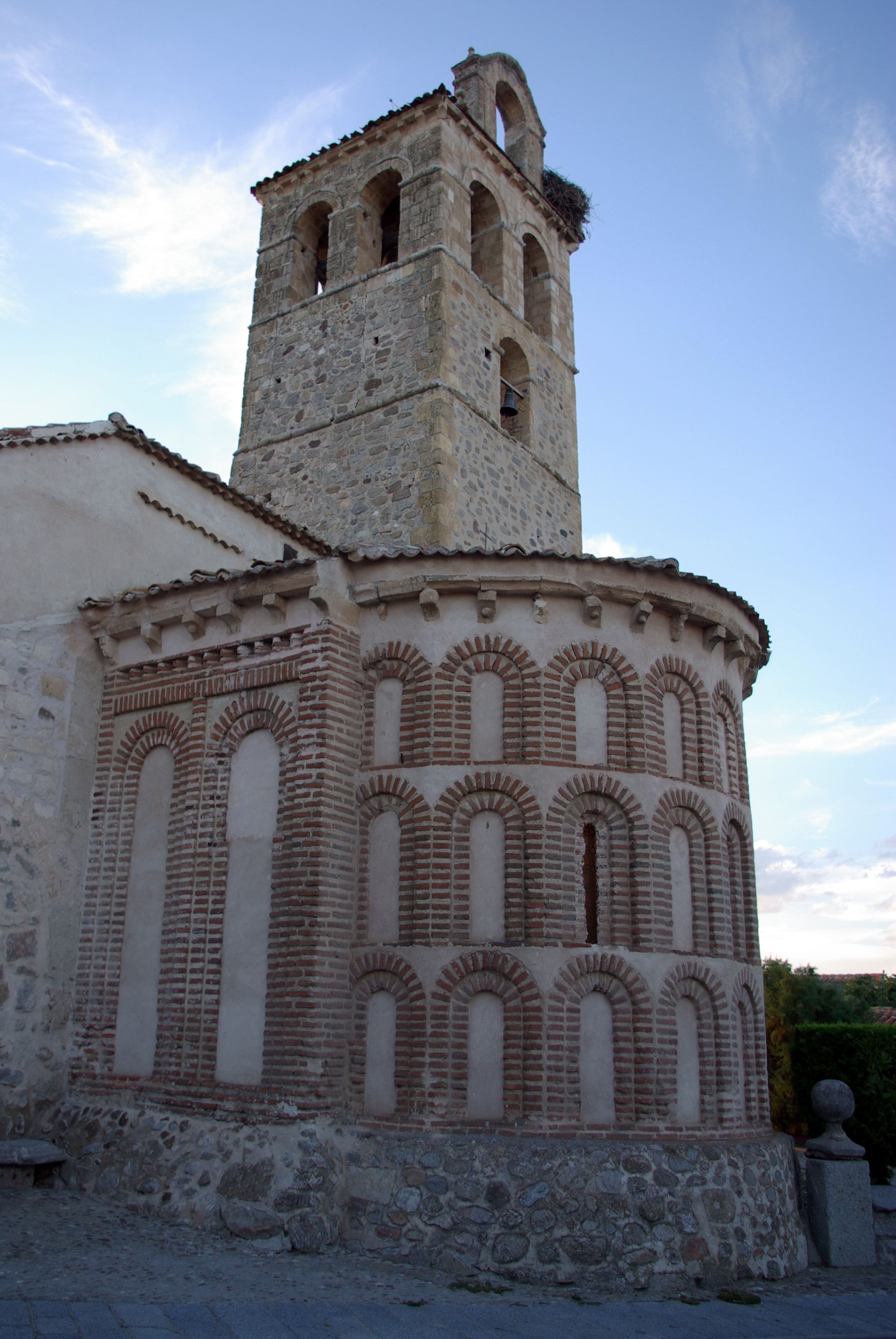
Vinzenzkirche